# 玉村文郎
玉村 文郎（たまむら ふみお、1931年（昭和6年）1月 - ）は、日本の言語学者・日本語学者。同志社大学名誉教授。

## 来歴
京都府京都市生まれ。1951年大阪外事専門学校フランス科卒業、1953年大阪外国語大学フランス語科卒業、1957年京都大学大学院言語学専攻修了。1955年京都府立高等学校教諭、1968年大阪外国語大学講師、71年同助教授、1974年同志社大学文学部助教授、82年同教授。この間、京都大学、大阪大学・同大学院、京都府立大学、龍谷大学、仏教大学、国立国語研究所等に出講。2001年定年、同志社大学名誉教授。2002年「日本語語彙の研究」で龍谷大学博士（文学）。
日本語教育学会理事・編集委員長・副会長、新村出記念財団代表理事、京都国際文化協会理事などを歴任した。龍谷大学・同大学院、仏教大学大学院講師、国際交流基金海外日本語普及事業協力委員、同関西国際センター事業協力委員会副会長も務めた。

## 編著
- 『講座日本語と日本語教育 第6‐7巻 日本語の語彙・意味』編 明治書院、1989 - 90
- 『日本語学を学ぶ人のために』編 世界思想社、1992
- 『日本語学習英日辞典』共編 庄司香久子ほか著 講談社、1997
- 『新しい日本語研究を学ぶ人のために』編 世界思想社、1998
- 『大学・大学院総合日本語 櫻～さくら』監修・編集 凡人社、2002
- 『日本語学と言語学』編 明治書院、2002